# Красногорьевский сельсовет (Богучанский район)
Красногорьевский сельсовет — сельское поселение в Богучанском районе Красноярского края.
Административный центр — посёлок Красногорьевский.
В 1991 году из Красногорьевского сельсовета выделен Шиверский сельсовет.

## Население
| 2010 | 2012  | 2013  | 2014  | 2015  | 2016  | 2017  |
| ---- | ----- | ----- | ----- | ----- | ----- | ----- |
| 3393 | ↗3424 | ↘3390 | ↘3345 | ↘3299 | ↘3255 | ↘3209 |

## Состав сельского поселения
| № | Населённый пункт | Тип населённого пункта          | Население |
| - | ---------------- | ------------------------------- | --------- |
| 1 | Гремучий         | посёлок                         | 1881      |
| 2 | Красногорьевский | посёлок, административный центр | 1512      |

## Местное самоуправление
Красногорьевский сельский Совет депутатов
Дата избрания: 04.03.2012. Срок полномочий: 4 года
Глава муниципального образования
- Потиенко Юрий Антонович. Дата избрания: 04.03.2012. Срок полномочий: 4 года